# Camil Afram Antoine Semaan
Yaacoub Camil Afram Antoine Semaan (nascido em 2 de maio de 1980 em Beirute, Líbano) é um clérigo católico siríaco libanês, bispo e exarca patriarcal de Jerusalém.

## Biografia
Camil Afram Antoine Semaan concluiu seus estudos primários e secundários no Instituto "Mar Bahnam Al Fanhar" em Beirute. Após, estudou filosofia e teologia na Universidade "Espírito Santo de Kaslik" (Líbano), obtendo o diploma de bacharel. Em 2011, obteve seu diploma em Direito Canônico na Universidade "La Sagesse" em Beirute. Ele recebeu o sacramento da ordenação sacerdotal em 24 de junho de 2006 pelo Patriarca Sírio-Católico de Antioquia, Inácio Pierre VIII Abdel-Ahad.
Depois trabalhou como vigário paroquial, secretário do Patriarca, Chanceler do Patriarcado e membro do Tribunal Eclesiástico do Patriarcado. A partir de 2016, padre Camil foi assistente do Exarca Patriarcal de Jerusalém, Grégoire Pierre Melki. Após a aposentadoria de Melki, o Patriarca Inácio José III o nomeou Administrador do Exarcado em 20 de novembro de 2019.
O Sínodo dos Bispos da Igreja Patriarcal de Antioquia dos Sírios elegeu Camil Afram Antoine Semaan como Exarca para os fiéis sírios em Jerusalém, Palestina e Jordânia. Em 28 de março de 2020, o Papa Francisco confirmou a eleição e o nomeou Bispo Titular de Hierápolis, na Síria dei Siri. No dia 15 de abril seguinte, também foi nomeado Administrador Patriarcal da Eparquia vaga do Cairo e Administrador Patriarcal dos territórios pertencentes ao Patriarcado no Sudão e no Sudão do Sul.
O Patriarca Inácio José III Younan concedeu-lhe a ordenação episcopal em 15 de agosto de 2020 na Catedral da Eparquia de Beirute. Os co-consagradores foram o Arcebispo de Mosul, Youhanna Boutros Moshe, e o Arcebispo de Bagdá, Ephrem Yousif Abba Mansoor. A inauguração em Jerusalém ocorreu em 3 de julho do ano seguinte.
Sua Administração Patriarcal para Cairo, Sudão e Sudão do Sul terminou em 7 de outubro de 2022.